# Placoceratias longimanus
Placoceratias longimanus är en tvåvingeart som beskrevs av Samuel Wendell Williston  1896. Placoceratias longimanus ingår i släktet Placoceratias och familjen platthornsmyggor. Inga underarter finns listade i Catalogue of Life.